# 퍼블릭 도메인 소프트웨어
퍼블릭 도메인 소프트웨어(public-domain software, PDS)는 저작권의 소멸 등을 이유로 저작권 보호 대상에 해당되지 않는 프로그램이다. 이를테면 원작자(저작권자)가 저작권법의 보호 대상으로 삼지 않고 널리 알려지고 사용되기를 원하는 경우 이러한 형식으로 소프트웨어를 배포할 수 있다.

## 같이 보기
- 퍼블릭 도메인